# Spartina ×townsendii
Hybride
Parent  A  de l'hybridation 
  Spartina maritima 
×

Parent  B  de l'hybridation 
  Spartina alterniflora 
Classification phylogénétique
Spartine de Townsend
Spartina ×townsendii, la spartine de Townsend, est une plante halophyte, hybride naturel stérile de Spartina maritima et Spartina alterniflora, de la famille des Poaceae.
C'est une graminée d'apparition relativement récente signalée pour la première fois par les frères Henry et James Groves en 1879 à Hythe sur le versant ouest de la baie de Southampton.
L'espèce fut d'abord décrite comme une variété de Spartina stricta en 1879 puis, sur les conseils du botaniste Frederick Townsend (auquel on donna son nom), comme une espèce véritable en 1881.

## Description
La spartine de Townsend atteint en moyenne une hauteur de 60 à 80 cm pouvant aller exceptionnellement jusqu'à 1,10 mètre. Leurs tiges recouvertes de graines foliaires ont une épaisseur de 1 à 1,5 cm au maximum.
Elle présente de nombreux rhizomes avec des écailles à chaque nœud. Chaque point de bifurcation est un lieu de fort enracinement et devient une souche qui émet des rameaux aériens. Chaque souche engendre à son tour de nouveaux stolons, ce qui forme un ensemble qui prolifère sur le pourtour. Les bourgeons qui terminent les stolons sont aigus, durs et allongés et donc adaptés à pénétrer horizontalement dans le sol ou à en sortir verticalement sans s'émousser ni dévier.
La spartine vit généralement en touffes dont les tiges sont reliées par des rhizomes fortement intriqués. Les touffes atteignent rapidement et facilement des diamètres de 80 cm à 3 mètres et plus.
La fixation au sol se fait par deux sortes de racines : des racines absorbantes à direction horizontales ou obliques de 40 cm maximum et des racines fixantes plus grosses qui s'enfoncent verticalement jusqu'à 60 cm dans le sol. Ces dernières racines jouent un rôle déterminant dans la fixation de la plante face à l'action des courants.